# I Got Stung
I Got Stung è un brano musicale scritto da Aaron Schroeder e David Hill, pubblicato nel 1958 da Elvis Presley.
Si tratta della B-side del singolo One Night. Esso è incluso anche nella compilation 50,000,000 Elvis Fans Can't Be Wrong (1959).